# Piast Rotarul
Piast Rotarul (în latină Past Ckosisconis / Pazt filius Chosisconisu, în poloneză Piast Chościskowi / Piast Kołodziej; n. mileniul I d.Hr. – d. 861 d.Hr.) este o figură legendară din istoria Poloniei, progenitorul Dinastiei Piast, ce a condus Ducatul și apoi Regatul Poloniei în timpul Evului Mediu.